# 三羽の黒鷲の条約
三羽の黒鷲の条約（さんわのくろわしのじょうやく、ドイツ語: Allianzvertrag der drei Schwarzen Adler）、またはベルリン条約（ドイツ語: Vertrag von Berlin）は、1732年に締結された、オーストリア、ロシア帝国、プロイセン王国の間の秘密条約である。

## 1732年の条約
ロシアとオーストリアが1732年9月13日に署名した後、同年12月13日にプロイセンが加入した。条約はヴェッティン家のポーランド王アウグスト2世の死期が迫っていて、その直後に国王選挙があるため、その前に3国で共同した政策をとるよう調整する、というものだった。3か国はヴェッティン家の候補とフランスルイ15世の義父で親仏派のスタニスワフ・レシチニスキに反対することで合意し、代わりにポルトガル王ジョアン5世の弟オウレン伯マヌエルか、ピャスト家の成員を支持した。
条約の目的はいくつかあった。3国とも本気でオウレン伯を支持したわけではなかった。条約ではポーランド・リトアニア共和国が国力を強化する改革を行わないことが3国の国益に合うと合意しており、選出される王は3国に友好的であるべきだとした。3国の共和国に対する影響力を増そうとしたほか、オーストリアとロシアはさらにフランス＝プロイセン＝ザクセンの同盟を防ごうとした。プロイセンはクールラント公国（現ラトビア南部と西部）での権益の支持を得た。

## レーヴェンヴォルデの条約
政治情勢はすぐに変わり、条約は締結した数か月後に無効化された。1733年2月1日にアウグスト2世が亡くなると、オーストリアとロシアはロシア女帝アンナが条約を批准しなかったことを盾に条約から距離を置いた。条約の主目的であったフランス＝プロイセン＝ザクセン同盟の妨害はすでに成功していたので、両国は今度はポーランドとザクセンの諸派から支持を得ようとした。このため、1733年8月19日にはレーヴェンヴォルデの条約（英語: Löwenwolde's Treaty）がオーストリア、ロシア、ザクセン選帝侯フリードリヒ・アウグスト2世の間で締結された。条約の名前はロシアの交渉役を務めたカール・グスタフ・フォン・レーヴェンヴォルデから取られている。
レーヴェンヴォルデの条約の内容は平易である。ロシアが軍を派遣してフリードリヒ・アウグスト2世のポーランド王選出と戴冠を保証する代わりに、フリードリヒ・アウグスト2世はポーランド王としてアンナ・イヴァノヴナをロシア皇帝に承認、リヴォニアの請求を放棄、ロシアのクールラントにおける権益に反対しないことを約束した。オーストリアはフリードリヒ・アウグスト2世にオーストリアの継承権を放棄させ、1713年の国事詔書を承認させた。

## その後
プロイセンはフランスの推すレシチニスキの領土通過を許可、フリードリヒ・アウグスト2世の選出に引き続き反対した。オーストリアもロシアもあらかじめレシチニスキが選出されても彼を認めないと公開に宣言した。しかし1733年9月12日にヴォラで行われた選挙セイムではレシチニスキが選出され、インテルレクスのテオドル・アンジェイ・ポトツキが結果を発表した。外交での承諾と9月20日にロシア軍がワルシャワ近郊に到着したことによりリトアニア大法官ミハウ・セルヴァツィ・ヴィシニョヴィエツキとクラクフのヴォイヴォダであるテオドル・ルボミルスキとポズナン司教スタニスワフ・ユゼフ・ホジュシュ（Stanisław Józef Hozjusz）、クラクフ司教ヤン・アレクサンデル・リプスキ（Jan Aleksander Lipski）がワルシャワ近郊の別の場所に移して改めて選挙を行い、ロシア軍の保護のもとザクセン選帝侯フリードリヒ・アウグスト2世をポーランド王アウグスト3世として選出した。
諸外国のポーランド王選挙に対する干渉は1733年から1738年までのポーランド継承戦争を招き、アウグスト3世とオーストリアとロシアがスタニスワフ・レシチニスキとフランスと戦った。プロイセンは嫌々ながら援軍1万を派遣した。1738年に戦争を終わらせたウィーン条約ではスタニスワフ・レシチニスキが王位を放棄する代わりにロレーヌ公国を得た。

## 名前
三羽の鷲はポーランドの白鷲と対比して締結国の国章を指しているものである。

ロシア帝国の国章
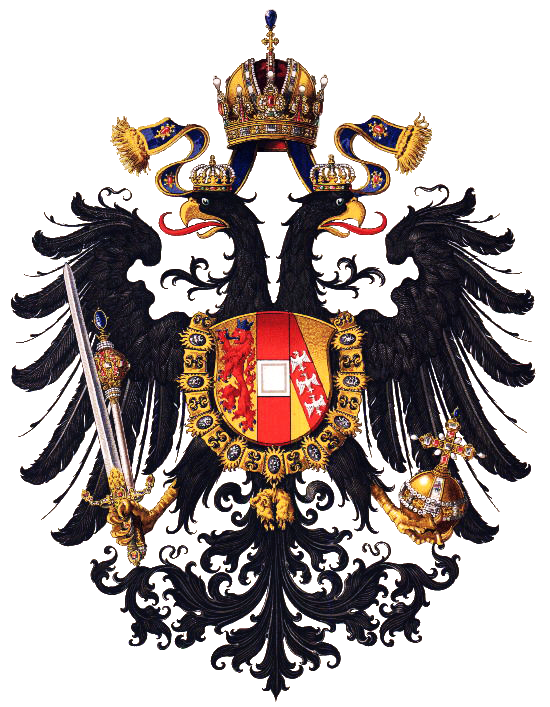
オーストリアの国章
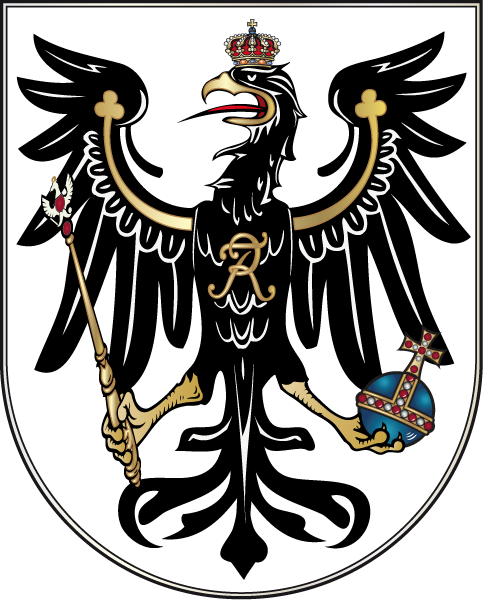
プロイセンの国章
ポーランド・リトアニア共和国の国章。白鷲はポーランド王冠領（英語版）の国章であり、ポゴン・リタフスカ（英語版）はリトアニア大公国の国章。